# Arena Lwiw
Die Arena Lwiw ist ein Fußballstadion in der ukrainischen Stadt Lwiw (ukrainisch Львів Lwiw, deutsch ‚Lemberg‘). Das Stadion war Spielort für drei Gruppenspiele der Fußball-Europameisterschaft 2012, u. a. trat die deutsche Fußballnationalmannschaft dort zweimal an. Sie ist Heimspielort des Erstligisten FK Lwiw. Zuvor traten auch die Vereine Karpaty Lwiw sowie übergangsweise Schachtar Donezk und Metalurh Donezk in dem Stadion an.

## Geschichte

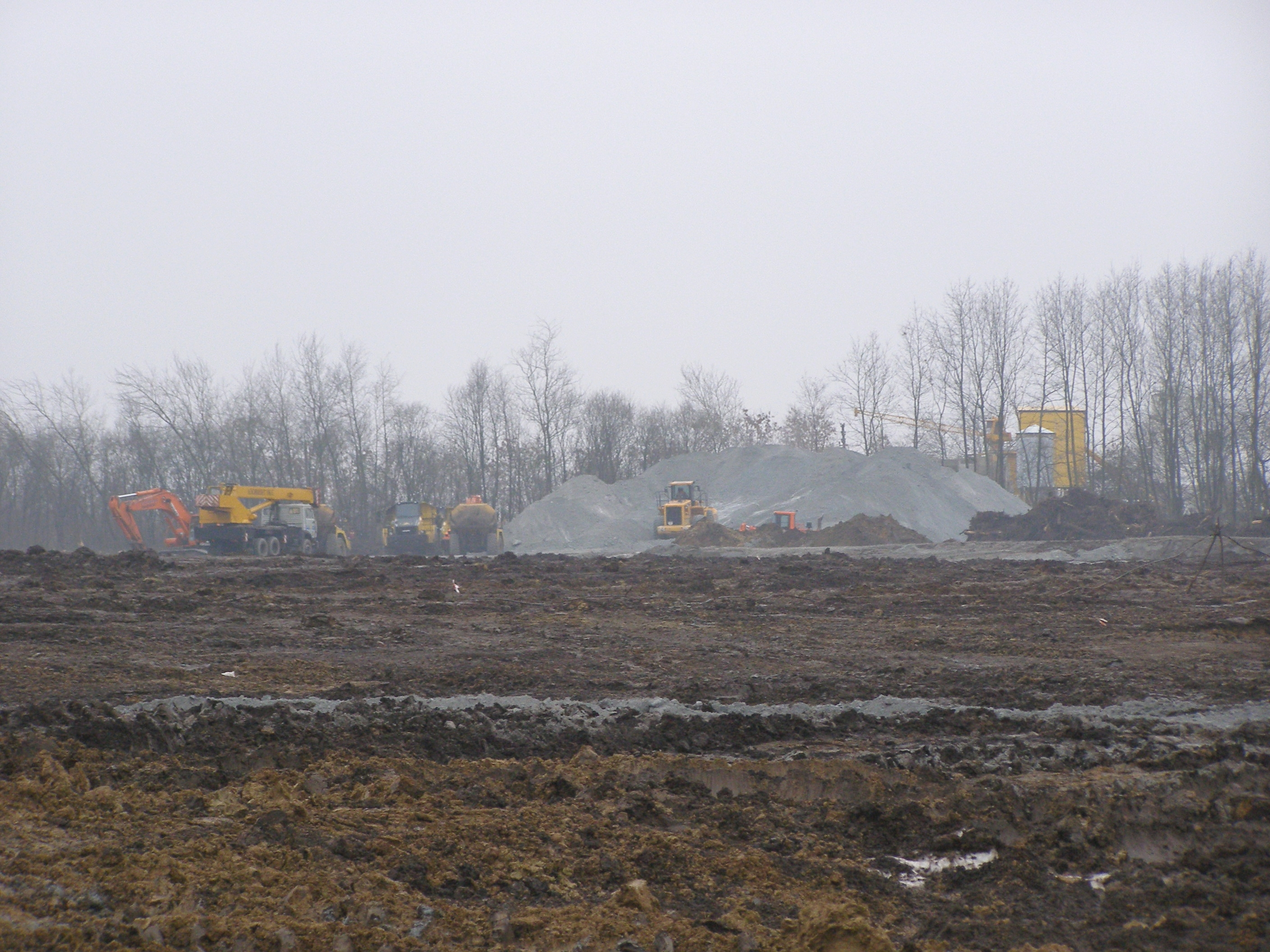
Baugelände

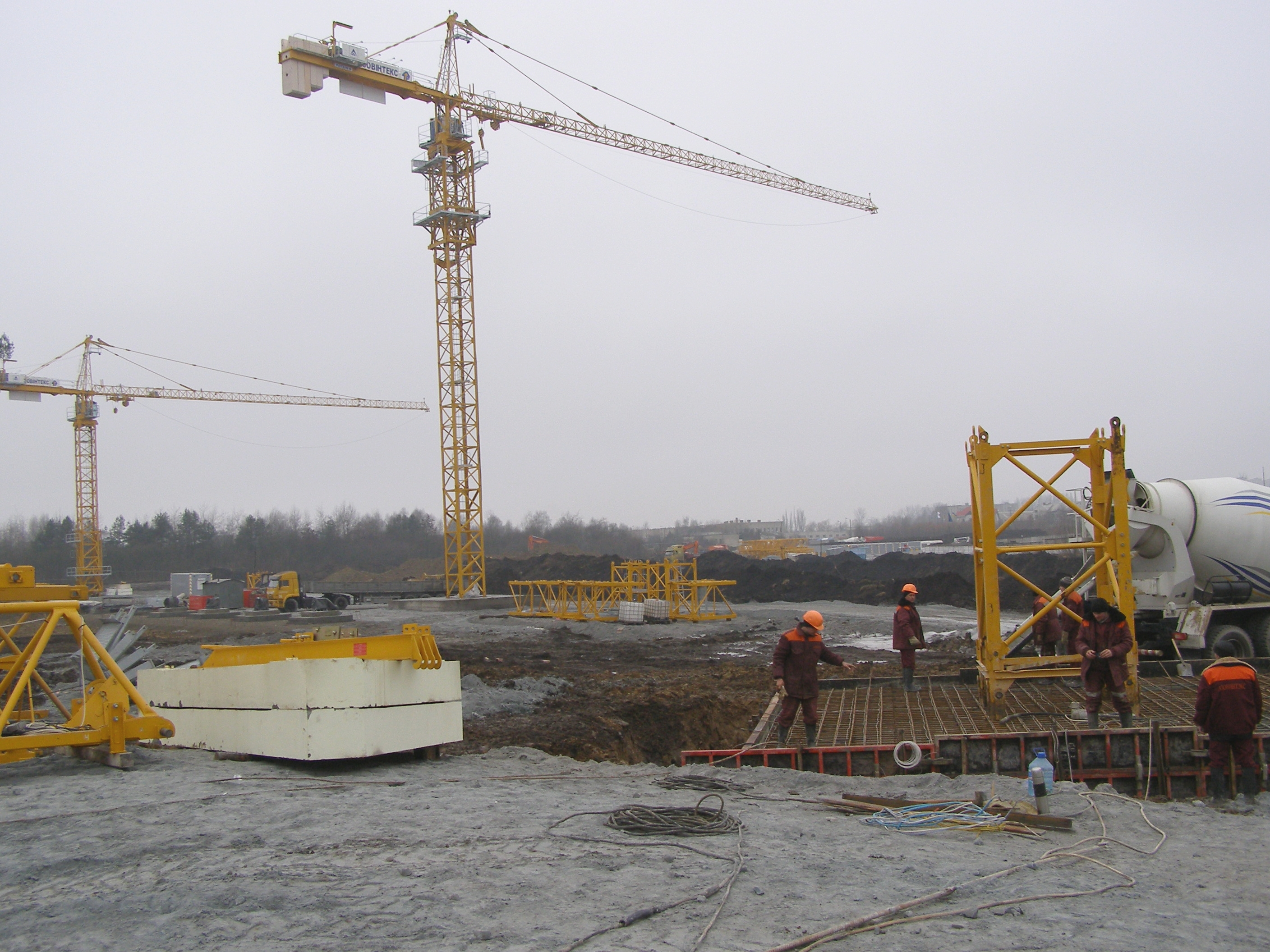
Baubeginn

Die Bauarbeiten für ein Stadion mit 34.915 Sitzplätzen begannen im November 2008. Den Bauauftrag erhielt die deutsche Hochtief Construction. Die feierliche Eröffnung fand am 29. Oktober 2011 im noch unfertigen Stadion statt, da gemäß UEFA-Statuten ein EM-Stadion mindestens sechs Monate vor dem ersten offiziellen Spiel in Betrieb gehen muss.
Aus den anfänglich veranschlagten Kosten von 70 Millionen Euro entwickelte sich letztendlich eine Summe von rund 220 Millionen Euro, die größtenteils aus öffentlichen Geldern gedeckt wird. Die Kostensteigerung wird als Indiz dafür gewertet, dass bei zahlreichen Bauprojekten der EURO 2012 in der Ukraine Teile der Investitionssummen nicht für den Bau verwendet wurden, sondern stattdessen im Firmengeflecht der Auftragnehmer versickerten. Die Baukosten eines in Bauweise und Ausstattung vergleichbaren Stadions sollen bei lediglich einem Drittel der Kosten der Lwiwer Arena liegen.
Die Spielstätte in Lwiw wurde als letztes der ukrainischen EM-Stadien eingeweiht. Das Eröffnungsspiel fand am 15. November 2011 zwischen den Nationalmannschaften der Ukraine und Österreich statt. Es endete mit einem 2:1-Sieg der Gastgeber. Da jedoch der nach der EM als Hauptnutzer vorgesehene Fußballverein Karpaty Lwiw nach nur wenigen Monaten wieder in sein angestammtes und für ihn zudem viel näher gelegenes Stadion Ukrajina wechselte, wurde die Arena in der Folgezeit bei jährlich zwei Millionen Euro Unterhaltskosten kaum genutzt. Erst zur Spielzeit 2014/15 kehrte Karpaty wieder dorthin zurück.

### Russisch-Ukrainischer Krieg
Schachtar Donezk trägt seit der Saison 2014/15 übergangsweise seine Heimspiele in der rund 1.200 Kilometer von der heimischen Donbass-Arena entfernten Arena Lwiw aus. Grund dafür ist der Russisch-Ukrainische Krieg. Auch der ebenfalls aus Donezk stammende Verein Metalurh war während der Spielzeit 2014/15 im Süden Lwiws zu Hause, musste jedoch kurz vor Beginn der Folgesaison Insolvenz anmelden.

### Russischer Überfall auf die Ukraine
In Folge des Russischen Überfalls auf die Ukraine im Februar 2022 wurde die EM-Arena in eine Flüchtlingsunterkunft umgewandelt. Der Spielbetrieb in der Ukraine ruht wegen den kriegerischen Handlungen und Schachtar Donezk bringt 2000 bis 3000 Flüchtlinge im Fußballstadion unter. Benfica Lissabon hat fünf LKW-Ladungen mit Essen, Medikamenten und Kleidung nach Lwiw verschickt. Der polnische Verein Legia Warschau hat vorgeschlagen, ihr Stadion Wojska Polskiego als Verteilerzentrum zu nutzen, in dem ankommende Hilfsgüter gesammelt werden können, bevor sie nach Lwiw verschickt werden.

## Lage

Lage der Arena Lwiw

Das Stadion liegt in der Nähe des Busbahnhofs (Awtowoksal) und der Pferderennbahn (Ipodrom), an der Striyska und der M 06, etwa 10 km südlich der Altstadt.

## Fußball-Europameisterschaft 2012
Während der Europameisterschaft fanden in Lwiw drei Vorrundenspiele statt.
| Datum         | Runde    | Heim        | Gast        | Phase    | Ergebnis  |
| ------------- | -------- | ----------- | ----------- | -------- | --------- |
| 9. Juni 2012  | Vorrunde | Deutschland | Portugal    | Gruppe B | 1:0 (0:0) |
| 13. Juni 2012 | Vorrunde | Dänemark    | Portugal    | Gruppe B | 2:3 (1:2) |
| 17. Juni 2012 | Vorrunde | Dänemark    | Deutschland | Gruppe B | 1:2 (1:1) |